# Novelle fatte a macchina
Novelle fatte a macchina è una raccolta di racconti per ragazzi del 1973 dell'autore italiano Gianni Rodari.
Le novelle apparvero settimanalmente sulla terza pagina di Paese sera a partire dall'agosto 1972 prima di essere raccolte in volume.

## Racconti contenuti

### Il coccodrillo sapiente
Un coccodrillo parlante partecipa al quiz televisivo Rischiatutto, condotto da Mike Bongiorno e ingoia prima gli altri due concorrenti poi il presentatore. Nello studio rimane la valletta Sabina che prende il coccodrillo per la coda e lo costringe a sputare i malcapitati. Il coccodrillo giura che tornerà accompagnato da suo fratello.

### Padrone e ragioniereovveroL'automobile, il violino e il tram da corsa
Il commendator Mambretti, ricco industriale carpigiano produttore di accessori per cavatappi, ha uno specchio magico a cui chiede ogni giorno quale sia la più bella automobile del paese. Si sente sempre rispondere "la sua", tranne un giorno in cui lo specchio indica quella del ragionier Giovanni, un suo dipendente incaricato di fargli il commento musicale col violino quando parla. La risposta non cambia neanche quando il commendatore gliela scassa, gliela fa rubare e il ragioniere sostituisce l'automobile con un cavallo bianco. Gli viene rubato anche questo; per il dispiacere suona il violino come mai prima e viene notato da un maestro della Scala, che lo porta con sé a Milano. Divenuto ricco e famoso, il ragionier Giovanni acquista un tram da corsa, che diventa il nuovo cruccio del suo vecchio padrone.

### Marco e Mirko contro la banda del talco
Marco e Mirko sono due gemelli che usano dei martelli come se fossero boomerang. Un giorno, lasciati soli dai genitori, neutralizzano un ladro di borotalco che ha commesso dei furti nel vicinato e lo costringono a portarli dal capobanda, il dottor Diabolus, che si rivela essere un loro conoscente di nome Giacinto che come copertura commercia in rubinetti. Il talco serve a nutrire un robot di nome Anselmik che deve ideare degli slogan pubblicitari. I gemelli perdonano il mandante dei furti in cambio che egli risarcisca le vittime e che Anselmik, nutrito di libri di scuola, li aiuti a fare i compiti.

### Il postino di Civitavecchia
Grillo è un postino di Civitavecchia, dal fisico minuto ma capace di sollevare pesi enormi perché ha una numerosa famiglia sulle spalle. Il suo capo scopre questa sua attitudine e lo convince a partecipare ai campionati mondiali di sollevamento pesi ad Alessandria d'Egitto. In albergo fa una dormita per riposarsi prima delle gare, ma dorme così in fretta che si risveglia tre o quattromila anni prima e viene costretto a partecipare alla costruzione delle piramidi. Poi si riaddormenta, ma al suo risveglio i mondiali sono già finiti. A Grillo non rimane che consolarsi con l'amore della fidanzata, che accetta di sposare.

### Venezia da salvareovveroDiventare pesci è facile
Il sior veneziano Tòdaro, avendo appreso dai giornali che la sua città sarà sommersa entro pochi decenni, decide di diventare pesce con la sua famiglia per adattarsi al nuovo ambiente, imitato in questo da molti suoi concittadini. L'esplorazione dei fondali lagunari da parte dei nuovi uomini-pesce rivela che il rischio di sommersione è dovuto alle quantità di rifiuti che intasano i canali. Le autorità vengono informate del fatto e provvedono ad una radicale pulizia, cosa che permette al sior Tòdaro e agli altri di tornare a vivere da uomini.

### Il professor TerribilisovveroLa morte di Giulio Cesare
Il professor Terribilis, insegnante di storia, interroga il suo studente Zurletti sulla morte di Giulio Cesare. Il suo compagno di classe Zurlini risponde al posto suo che Cesare fu trafitto da ventiquattro coltellate. Poiché la storia ufficiale riporta che esse furono ventitré, il professore si reca con tutta la classe nel 44 a.C., grazie ad un'agenzia che organizza viaggi nel tempo, per assistere alla scena. Tuttavia, a causa della grande quantità d'intrusi e di turisti del tempo, essi non riescono a fare il conteggio.

### Vado via con i gatti
Il signor Antonio, capostazione romano in pensione, dato che in famiglia non viene ascoltato dichiara che andrà a stare con i gatti di Piazza Argentina. Così, oltrepassata una recinzione, egli si trasforma effettivamente in un gatto e scopre che ci sono molti ex umani che hanno fatto la sua scelta. Un giorno viene riconosciuto dai nipoti che lo riportano a casa nella sua forma di gatto, dove viene coccolato e nutrito. Dato che i bambini lo rivorrebbero in forma umana, decide di ritrasformarsi in uomo saltando la recinzione di Piazza Argentina nell'altro verso.

### Il motociclista innamorato
Eliso, figlio diciottenne del commendator Mambretti, vorrebbe sposare la sua motocicletta Micia, ma ciò provoca la disapprovazione del padre, e per soddisfare le pretese sempre maggiori di Micia è costretto a lavorare, finché essa non si lascia rubare. Eliso parte alla sua ricerca e non dà notizie di sé; il commendator Mambretti allora ingaggia un agente segreto, che rintraccia Eliso e gli fa perdere l'infatuazione per la motocicletta. Il giovane s'innamora però di una lavatrice, e per evitare il ripetersi degli eventi i genitori acconsentono alle nozze.

### Pianoforte Bill e il mistero degli spaventapasseri
Sui monti della Tolfa il cowboy Bill l'Oriolese, detto anche Piano Bill per la sua bravura con quello strumento, è accusato dal locale sceriffo per una serie furti ai danni di spaventapasseri. La vera ladra però è Vincenzina, una giovane su cui lo sceriffo, quale novello don Rodrigo, ha messo gli occhi impedendole di sposare il suo fidanzato Vincenzino. Bill sfida a duello lo sceriffo col pianoforte e lo sconfigge, così i due innamorati possono sposarsi.

### I maghi dello stadioovveroIl Barbarano contro l'Inghilprussia
Poiché l'Associazione Calcio Barbarano languisce in fondo alla classifica, il suo presidente promette la sua figlia in sposa a chi risolleverà le sorti della squadra. Si presenta un certo Rocco di Pisciarelli, che come nuovo allenatore fa ottenere al Barbarano dei successi insperati grazie ai suoi poteri di parapsicologia e telecinesi. Tutto va bene finché non emerge la Robur, una squadra dell'Inghilprussia che Rocco scopre essere allenata da un mago tibetano in incognito. La partita tra il Barbarano e la Robur diventa un duello a colpi d'illusioni tra i due stregoni, finché entrambi non pensano al pifferaio di Hammelin e la partita non viene sospesa per abbandono dei giocatori e di tutto il pubblico che esce dallo stadio.

### Il pescatore di ponte Garibaldi
Il signor Alberto, detto Albertone, pesca per diletto dal Ponte Garibaldi di Roma, ma non prende mai nulla. A poca distanza da lui c'è però un altro pescatore molto più fortunato che ogni volta che lancia l'amo recita le parole Pesce, pesciolino, / vieni da Giuseppino. Albertone allora torna indietro nel tempo per consigliare suo padre a dargli per nome Giorgio e per soprannome Giuseppino, come l'altro pescatore. Quando però torna nel presente scopre che il "nome magico" è cambiato. Fa avanti e indietro nel tempo diverse volte sempre con lo stesso risultato e continua a cercare inutilmente un nome che attiri i pesci.

### «Crunch! Scrash!» ovveroArrivano i marziani
Un giorno i Marziani atterrano a Roma con un disco volante. Il primo contatto all'insegna dell'incomprensione, poiché gli alieni si esprimono con nuvolette dei fumetti: essi infatti avevano ricevuto da un loro inviato, anni prima, dei giornalini a fumetti e avevano creduto che quello fosse il modo di comunicare dei Terrestri. Chiarito l'equivoco, anche i Terrestri iniziano ad esprimersi comunemente in fumettese e a poco a poco smettono di usare la voce.

### Il mondo in scatola
I gitanti al ritorno dai pic-nic fuori città si vedono inseguire dagli imballaggi abbandonati in campagna, che rientrano nelle loro case e giorno dopo giorno diventano sempre più grossi, al punto da contenere edifici, montagne e in previsione la Terra intera con la Luna.

### Mister Kappa e I Promessi Sposi
Il professor Ferrini, severissimo insegnante d'italiano, è fissato con i riassunti de i Promessi Sposi. Un giorno riceve una lettera anonima che denuncia che la sua allieva prediletta copiò i riassunti da un quaderno segreto e che non siano quindi farina del suo sacco. Ferrini assume l'investigatore privato Mister Kappa per indagare sul mistero e scopre che l'autore di tali riassunti era nientemeno che il Manzoni.

### Miss Universo dagli occhi verde-Venere
Delfina è una ragazza povera che lavora nella lavanderia della zia a Modena. Quando questa, assieme al marito e alle figliole, va al ballo per l'insediamento del nuovo presidente della Repubblica di Venere, Delfina prende in prestito il vestito di una cliente e si nasconde in un'astronave, diretta anch'essa su Venere, per partecipare all'evento mondano. Qui danza col presidente della Repubblica di Venere in persona, che intende nominarla Miss Universo e farne la sua sposa. Egli le regala un anello con una pietra di un verde splendente come il colore dei suoi occhi; a mezzanotte però Delfina deve tassativamente tornare sull'astronave. Delfina viene poi ritrovata e impalmata dal presidente, che si dimette e torna a lavorare in una stazione di servizio.

### Marco e Mirko, il diavolo e la signora De Magistris
Marco e Mirko hanno il compito di scrivere un tema sul diavolo. Avendo detto che è scemo, perché fa le pentole e non i coperchi, il diavolo in persona appare per protestare. Ma i due gemelli riescono a neutralizzarlo usando i loro martelli, e solo l'arrivo della vicina di casa, la signora De Magistris, gli permette di dileguarsi. Questa terrorizza i gemelli come il demonio non era riuscito a fare, raccontando a loro la fiaba di Cappuccetto Rosso.

### La bambola a transistor
Enrica, una bambina di sette anni, riceve in regalo dai genitori una bambola a transistor capace di parlare. Suo zio Remo, che ha poteri magici, decide di farle uno scherzo dando alla bambola una personalità anticonformista e dispettosa, che la nipotina non riesce a tenere a bada. Alla fine Remo la rimette a posto restituendole l'attitudine ai lavori donneschi.

### I misteri di VeneziaovveroPerché ai piccioni non piace l'aranciata
Il pubblicitario Martinis vuole realizzare uno slogan pubblicitario per l'aranciata Frinz, visibile dall'alto, in Piazza San Marco a Venezia utilizzando i piccioni. Il mangime che intende usare allo scopo viene però schifato dai pennuti perché odora di Felibina, una sostanza contenuta nell'urina dei gatti. Martinis sospetta del sabotaggio il dottor Martonis, un suo collega che lavora per un'azienda concorrente, ma questi è innocente: la verità è che il magazzino nel quale è stato riposto il mangime viene visitato dai gatti che lo usano come orinatoio per non inquinare la laguna.

### Il giardino del commendatore
Il commendator Mambretti è convinto di riuscire ad ottenere fiori e frutta fuori stagione bastonando le piante del suo giardino. Il suo giardiniere Fortunino, che non sopporta di veder maltrattare le piante, compra di nascosto ciò che desidera il commendatore, utilizzando i suoi risparmi, pur di risparmiar loro le bastonate. Ma ciò non basta, e Fortunino viene licenziato per aver contraddetto il suo padrone, che però va incontro alla vendetta da parte delle piante.

### Carlino, Carlo, CarlinoovveroCome far perdere ai bambini certe cattive abitudini
Carlo, appena nato, non sopporta di essere chiamato col diminutivo "Carlino" e lo fa sapere con la trasmissione del pensiero. Egli dimostra presto anche altre abilità, come la telecinesi e la lettura di libri chiusi. Per farlo regredire a un bambino normale, il medico a cui i genitori si rivolgono suggerisce di non starlo ad ascoltare e di togliere dalla casa tutti i possibili stimoli.

### La guerra dei poeti (con molte rime in «or»)
Alberto Alberto Sorellini, detto "il Poeta Piangente", è un paroliere di successo, che si ritiene aver inventato la rima "cuor - amor". In realtà questa è stata trovata dal suo rivale Osvaldo, che Alberto tiene prigioniero in una torre. Ma Osvaldo evade e raduna una banda che assedia la villa in cui si trovano il Poeta Piangente e i suoi seguaci. I due parolieri si sfidano a suon di rime, ma non riescono più a inserire "cuor" e "amor" nelle loro composizioni, finendo col darsi all'elemosina per aver perso la loro vena poetica.

### Strani casi della Torre di Pisa
Alieni del pianeta Karpa atterrano in Piazza dei Miracoli a Pisa per prelevare, dopo averla miniaturizzata, la Torre pendente, che costituisce il primo premio di un loro concorso. Il venditore di souvenir Carletto Palladino chiede allora ai Karpiani, a titolo di risarcimento, che ingrandiscano fino alle dimensioni della vera torre uno dei suoi modellini di marmo perché a Pisa rimanga almeno un simulacro del monumento. Questi accettano di buon grado e se ne vanno, senza accorgersi che in realtà l'astuto venditore ha scambiato la torre rimpicciolita con uno dei suoi modellini e che hanno lasciato sulla Terra la vera torre.

### Per chi filano le tre vecchiette?
Apollo, dopo essere stato per sette anni da Admeto, re di Tessaglia, torna sull'Olimpo e vede le Parche che hanno quasi finito il filo del suo vecchio ospite. Va quindi da lui e lo avverte della sorte che lo aspetta, esortandolo a trovare qualcuno disposto a morire per conto suo se vuole continuare a vivere. Servitori, genitori, ministri declinano l'offerta; solo la moglie Alcesti accetta di sacrificarsi. Ma quando giunge la Morte per prendere la sua anima, Ercole, che non era a conoscenza dello scambio, la fa scappare e riporta Alcesti viva ad Admeto, che di questo si dispera.

### Il dottore è fuori stanza
Il dottor Foresti, tifoso della Ternana, va fuori di sé ogni volta che la sua squadra perde e dal suo ufficio si ritrova nel Paese di Fuori, dove finiscono le cose e le persone "fuori di qualcosa". Lì conosce un calzolaio di Torpignattara che è fuori di sé dalla gioia per aver vinto al Totocalcio e si offre di aiutarlo andando a ritirare la vincita per conto suo. Foresti in realtà intende trattenere tutta la vincita per sé, ma a tale scopo non deve più uscire di sé e mantenere un contegno imperturbabile. I suoi colleghi si accorgono della mutata personalità di Foresti e iniziano a prendersi ogni tipo di libertà con lui, finché un imprevisto non lo riporta nel Paese di Fuori dove è costretto a restituire la vincita al calzolaio.

### Trattato della Befana

#### Parte prima:La scopa
Tra le tante Befane, ci sono due sorelle che vendono scope alle loro simili. Siccome le vendite calano, per rilanciare il mercato inventano prima la moda della miniscopa, poi quella della maxiscopa e, l'anno successivo, la scopa aspirapolvere, che però è fonte di guai. 

#### Parte seconda:Il sacco
Siccome una Befana non si è accorta che nel suo sacco c'è un buco, molti dei regali che porta finiscono ai destinatari sbagliati, che tuttavia ne avevano bisogno più di quelli giusti. 
Un'altra volta, delle Befane si sono scambiate i sacchi per errore; tuttavia i bambini si divertono lo stesso, anche con i giocattoli che non erano destinati a loro. Una Befana ne trae la conclusione che i bambini di tutto il mondo sono uguali e amano gli stessi giochi, ma sua sorella la contraddice spiegando che i gusti dei bambini sono omologati per effetto della produzione industriale dei balocchi.

#### Parte terza:Le scarpe rotte ai piè
Molti bambini sono impietositi dal pensiero delle scarpe rotte della Befana e lasciano per lei un paio di scarpe nuove in cambio dei regali. La Befana di Vigevano scopre il fatto prima delle altre e le ritira in anticipo. C'è chi dice che le abbia regalate a donne e uomini bisognosi e chi che le abbia rivendute alle sue simili, facendo affari d'oro.

### Una per ogni mese
Dodici brevi raccontini intitolati a ciascun mese dell'anno, senza necessariamente una relazione col periodo in questione.

## Edizioni
- Novelle fatte a macchina, collana Libri per ragazzi, illustrazioni di Paola, n. 34, Torino, Einaudi, 1973.
- Novelle fatte a macchina, collana Gli struzzi, n. 119 ragazzi, Torino, Einaudi, 1977.
- Novelle fatte a macchina, collana Letture per la scuola media, n. 43, Torino, Einaudi, 1977, ISBN 88-06-00432-8.
- Novelle fatte a macchina, collana Letture per la scuola media, nuova ed. accresciuta di un apparato didattico a cura di Mariateresa Bordonali e Pierangelo Moretti, n. 43, Torino, Einaudi scuola, 1994.
- Novelle fatte a macchina, collana Storie e Rime, illustrazioni di Francesco Altan, n. 34, San Dorligo della Valle, Einaudi Ragazzi, 1994, ISBN 88-7926-152-5.
- Novelle fatte a macchina, collana La biblioteca di Gianni Rodari, illustrazioni di Valerio Vidali, n. 38, San Dorligo della Valle, Einaudi Ragazzi, 2011, ISBN 978-88-7926-935-3; collana La Biblioteca della fantasia, n. 10, Il Sole 24 ORE, 2012; Collezione Gianni Rodari, n. 4, Corriere della Sera-La Gazzetta dello Sport, 2015; Collezione I Capolavori di Gianni Rodari, La Repubblica-TV Sorrisi e Canzoni, 2018; Collezione 100 Gianni Rodari, Corriere della Sera-La Gazzetta dello Sport, 2020.
- Novelle fatte a macchina, collana Storie e rime, illustrazioni di Stefania Manzi, n. 548, San Dorligo della Valle, Einaudi Ragazzi, 2011, ISBN 978-88-6656-183-5.